# Cangoderces
Genre
Cangoderces est un genre d'araignées aranéomorphes de la famille des Telemidae.

## Distribution
Les espèces de ce genre se rencontrent en Afrique subsaharienne.

## Liste des espèces
Selon World Spider Catalog (version 23.5, 18/08/2022) :
- Cangoderces cameroonensis Baert, 1985
- Cangoderces christae Wang & Li, 2011
- Cangoderces globosus Wang, Li & Haddad, 2018
- Cangoderces koupeensis Baert, 1985
- Cangoderces lewisi Harington, 1951
- Cangoderces milani Wang & Li, 2011
- Cangoderces wewef Jocqué & Jocque, 2022

## Systématique et taxinomie
Ce genre a été décrit par Harington en 1951 dans les Leptonetidae. Il est placé dans les Telemidae par Machado en 1956.

## Publication originale
- Harington, 1951 : « A new leptonetid spider, Cangoderces lewisi, n. gen., n. sp., from the Cango Caves, Oudtshoorn. » Annals of the Natal Museum, vol. 12, p. 81-90.